# Glinda
Glinda est la bonne sorcière du sud dans les livres d'Oz écrits par l'américain L. Frank Baum.

## Dans les romans de L. F. Baum
Glinda est la bonne sorcière du sud dans Le Magicien d'Oz. Elle y aide la petite Dorothy Gale. Elle est considérée comme la magicienne la plus puissante du pays d'Oz. C'est la protectrice de la princesse Ozma. Glinda est également amie avec la bonne sorcière du nord. Glinda a battu la méchante sorcière du sud, libérant ainsi les Quadling de son emprise. C'est elle qui explique à Dorothy comment rentrer chez elle.
Dans les romans, elle est décrite comme ayant de longs cheveux roux et des yeux bleus, portant une longue robe blanche. Elle a l'apparence d'une jeune fille, mais plusieurs passages suggèrent qu'elle est plus âgée qu'elle en a l'air. 
Elle vit dans un palais à la frontière sud du pays des Quadling, servie par cent jeunes filles (vingt-cinq de chaque région d'Oz). Elle emploie aussi une armée de femmes soldats, qui mettent la princesse Ozma sur le trône à la fin du Merveilleux pays d'Oz.
Le dernier roman d'Oz écrit par L. Frank Baum s'intitule Glinda of Oz (1920).

## Au cinéma
Dans Le Magicien d'Oz de Victor Fleming sorti en 1939, elle est jouée par Billie Burke. Elle est nommée la bonne sorcière du nord et non du sud. Dans The Wiz de Sidney Lumet sorti en 1978, c'est Lena Horne qui tient son rôle. Dans Le Monde fantastique d'Oz (Oz: The Great and Powerful) de Sam Raimi sorti en 2013, elle est jouée par Michelle Williams. Dans les films Wicked de Jon Chu dont la première partie est sortie en 2024 et la seconde partie sortira en 2025, son personnage est incarné par Ariana Grande.

## DansWicked
Dans le roman Wicked de Gregory Maguire, Glinda s'appelle en fait Galinda. C'est une jeune fille superficielle mais ambitieuse qui est forcée de partager sa chambre à l'université avec Elphaba. Elle change son prénom en hommage au professeur Dillamond, un bouc parlant assassiné qui le prononçait « Glinda ». Elle étudie la sorcellerie et devient une sorcière très puissante.
Dans la comédie musicale du même nom adaptée du roman, elle est interprétée par Kristin Chenoweth. Le personnage a plus d'importance dans la comédie musicale que dans le roman.